# Andreas Gröbl
Andreas „Andi“ Gröbl (* 29. Oktober 1970 in Wien) ist ein österreichischer Sportjournalist, -kommentator und -moderator und Chefredakteur.

## Leben
Gröbl studierte an der Wirtschaftsuniversität Wien Wirtschaftspädagogik. Parallel zu seinem Studium arbeitete er als Marketing-Assistent im IBM-Großrechner-Bereich. Später betrieb er Handel mit Schulungs-Software. Fünf Jahre arbeitete Gröbl als Lehrer für kaufmännische Fächer an der HAK/HAS Tulln. Seit 2010 ist er Lektor für E-Business an der Fachhochschule Wiener Neustadt.
Von 1997 bis 2004 war Gröbl beim ORF in der Sportredaktion tätig. Er fungierte dort als Kommentator, Moderator und Beitragsmacher. Sein Schwerpunkt lag im Motorsport, wofür er auch Interviews und Reportagen aus der Boxengasse produzierte. Von Februar 2006 bis September 2007 war er Chefredakteur für das Magazin The Red Bulletin. Für Die Presse schrieb er Gastkolumnen über Motorsport. Gröbl ist seit 2004 selbstständig und Geschäftsführer der Gröbl Sportevent KG. Von 2004 bis 2005 war er Sportkommentator bei Tele 5, von 2004 bis 2007 bei Premiere/Sky Deutschland und von 2004 bis 2012  bei ATV in der gleichen Funktion.
Seit 2009 arbeitet er als Kommentator und Moderator für ServusTV. Er ist Gastgeber des Formats Sport und Talk aus dem Hangar-7 und moderierte unter anderem 2012 das Projekt Red Bull Stratos, ein Fallschirmsprung aus der Stratosphäre aus knapp 40 km Höhe von Felix Baumgartner, 13 Stunden und 22 Minuten ohne Unterbrechung.
Gröbl ist mit der Moderatorin und Schauspielerin Gabriele Gröbl verheiratet und Vater von zwei Söhnen. Er ist Fußballer, Läufer, ehemaliger Landesmeister im Zehnkampf, außerdem Bandleader, Sänger, Gitarrist, Songschreiber und Manager der Rock und Pop-Gruppe Cow Hill Gang, in dessen Band auch seine Frau spielt.